# Bartłomiej (Gondarowski)
Bartłomiej, imię świeckie Nikołaj Nikołajewicz Gondarowski (ur. 27 października 1927 w Nieczajewce, zm. 21 marca 1988 w Orle) – rosyjski biskup prawosławny.

## Życiorys
Absolwent moskiewskiego seminarium duchownego i Moskiewskiej Akademii Duchownej, w której w 1959 uzyskał tytuł kandydata nauk teologicznych. Wcześniej, w 1954, złożył wieczyste śluby mnisze z imieniem Bartłomiej. 18 kwietnia tego samego roku został wyświęcony na hierodiakona, zaś 30 listopada – na hieromnicha. Od 1959 do 1960, jako stypendysta profesorski, wykładał w Akademii, której był absolwentem. W 1960 patriarcha moskiewski i całej Rusi Aleksy I wyznaczył go na zastępcę kierownika rosyjskiej misji prawosławnej w Jerozolimie, nadając równocześnie godność igumena. W roku następnym ihumen Bartłomiej został kierownikiem tejże misji, jako archimandryta.
26 maja 1963 w soborze Fiodorowskiej Ikony Matki Bożej w Jarosławiu miała miejsce jego chirotonia na biskupa uglickiego, wikariusza eparchii jarosławskiej i rostowskiej. W charakterze konsekratorów wzięli w niej udział arcybiskupi jarosławski i rostowski Nikodem, nowosybirski Kasjan, biskupi dmitrowski Cyprian, kostromski i galicki Nikodem oraz talliński i estoński Aleksy. Trzy dni później przeniesiono go na katedrę saratowską i wołgogradzką. Rok później został biskupem wiedeńskim i austriackim, który to urząd pełnił przez dwa lata, do przeniesienia na katedrę tulską i bielowską. W 1969 skierowano go z kolei na katedrę kiszyniowską i mołdawską, zaś w 1972 – taszkencką i Azji Środkowej. W 1973 otrzymał godność arcybiskupią. W 1987 został arcybiskupem orłowskim i briańskim. Zmarł w roku następnym.